# Шупта Дмитро Романович
Дмитро Романович Шупта (нар. 20 січня 1938 року у селі Курінька Чорнуського р-ну Полтавської обл.) 
Хірург, поет. Зазнав переслідувань і був ув’язнений за прояви національної самосвідомості.
Козацького роду, з потомствених лікарів